# Ninox ios
Ninox ios là một loài chim trong họ Strigidae.